# Alberto Carmona
Alberto Carmona Molina (Málaga, 11 de mayo de 2004) es un jugador español de rugby que se desempeña como wing o zaguero, juega en el Colomiers Rugby de la Rugby Pro D2 de Francia y es internacional absoluto con la Selección Española.

## Biografía
Originario de Málaga, Alberto Carmona descubrió el rugby a muy temprana edad por influencia de su padre, Vicente Carmona, jugador y luego entrenador. Comenzó a jugar a los tres años en el C. R. Málaga, donde completó toda su formación. Juega principalmente como centro, ocupando también las posiciones de fullback y en ocasiones de apertura.  
Paralelamente al rugby union, fue seleccionado para rugby siete con la selección andaluza, con la que participó en varios campeonatos autonómicos españoles.   Fue al finalizar el Campeonato Europeo Sub-18 de Rugby Seven, disputado con España (3º puesto), cuando fue descubierto por el seleccionador nacional Pablo Feijoo.  Este último lo incluyó en 2021 en la selección absoluta española para la etapa de las World Rugby Sevens Series en Vancouver, cuando tenía tan solo 17 años.  
En enero de 2022, fue seleccionado para el campo de entrenamiento de preparación para la etapa del World Rugby Sevens Series en Málaga, pero no estaba entre los trece jugadores que figuraban en la plantilla del partido. Sin embargo, participa en toda la preparación. En rugby union, Alberto Carmona no pudo jugar en categoría senior en su club de formación a los 17 años debido a la reglamentación.
En junio de 2022 debutó con la camiseta de la selección española de rugby en el El Molinón, en un partido contra los Barbarians.    Luego se mudo a Francia  al Rugby Club Toulonnais, donde se unió al centro de entrenamiento y al equipo espoir a partir de la temporada 2022-2023.  En agosto de 2022, jugó en el Supersevens con su club Toulon.  Durante la temporada 2022-2023, participó en cinco partidos del REC con España, debutando de manera oficial con la selección ante Países Bajos y destacando su participación como titular en la semifinal perdida por 27 a 10 en el Estadio del Restelo ante Portugal.
Al año siguiente, participó en la edición de 2024 de REC, donde España volvió a perder en semifinales ante Portugal, con un marcador de 33 a 30 . En junio de 2024, Alberto Carmona fue seleccionado para la selección española sub-20, con la que participó en el Campeonato Mundial Junior de Sudáfrica.  España ganó su partido de clasificación contra Fiji, lo que le permitió permanecer en la competición para el año siguiente. Esta actuación le valió el título de mejor jugador español sub-20 del año 2024 por la Real Federación Española de Rugby 
A principios de 2025, fue convocado a la selección nacional para participar en el REC 2025, puntuable para la clasificación al Mundial de 2027.  España consiguió su clasificación gracias a dos victorias ante Holanda (53 a 24) y Suiza (13 a 43).    Al mismo tiempo, su club RC Toulon anunció que fue cedido a Colomiers Rugby para la temporada 2025-26 del Pro D2. 